# Documento di trasmissione
Un documento di trasmissione (nota anche come trasmittal) è una sorta di "bolla di accompagnamento" per un documento o raccolta di documenti trasferiti da una azienda a un'altra. La trasmissione potrebbe essere solo la prima pagina di un ampio documento. Ma più spesso si tratta di un documento separato che contiene i dettagli e le informazioni dei documenti inviati. La trasmissione contiene anche dettagli specifici (relativi all'azienda o al progetto) per aiutare l'ulteriore elaborazione dei documenti per il destinatario.

## Contenuto
Il contenuto del documento di trasmissione dipende dalla situazione. Alcuni contenuti tipici in una trasmissione possono essere:
- Data di invio.
- Nome e dettagli del mittente/azienda e destinatario/azienda.
- Nome del progetto, codice di identificazione e altri riferimenti al progetto.
- Motivo/i per l'invio.
- Scadenza e/o descrizione delle azioni da intraprendere da parte del destinatario.
- Altri dettagli sullo stato.
- Elenco dei file inviati: nome del file, dimensione, tipo, numero di revisione e altri metadati pertinenti.
- Limitazioni, misure di sicurezza o altre dipendenze della trasmissione del documento.

## Modalità di trasmissione
I documenti di trasmissione sono utilizzati nelle società di ingegneria e costruzione come strumento necessario nei progetti in cui è coinvolto un gran numero di documenti. Diversi sistemi di gestione dei documenti hanno funzioni per la generazione di documenti di trasmissione insieme a pacchetti di documenti per il trasferimento.
La trasmissione può avvenire per via:
- Cartacea: come ad esempio nel caso del formato carta;
- Telematica: come ad esempio in un formato di file.